# Пасечное (Симферопольский район)
Па́сечное (ранее Тубе́й, Тюбей; укр. Пасічне, крымскотат. Töbey, Тёбей) — исчезнувшее село в Симферопольском районе Крыма, располагавшееся в центре района. Находилось в средней части долины реки Чуюнча, в 2 километрах севернее шоссе 35К-003 Симферополь — Феодосия (по украинской классификации P-23). В настоящее время дачный посёлок.

## История
Первое документальное упоминание села встречается в Камеральном Описании Крыма… 1784 года, судя по которому, в последний период Крымского ханства Тюбет входил в Таманский кадылык Карасъбазарскаго каймаканства. После присоединения Крыма к России (8) 19 апреля 1783 года, (8) 19 февраля 1784 года, именным указом Екатерины II сенату, на территории бывшего Крымского Ханства была образована Таврическая область и деревня была приписана к Симферопольскому уезду. После Павловских реформ, с 1796 по 1802 год, входила в Акмечетский уезд Новороссийской губернии. По новому административному делению, после создания 8 (20) октября 1802 года Таврической губернии, Тубей был включён в состав Табулдынской волости Симферопольского уезда.
По Ведомости о всех селениях в Симферопольском уезде состоящих с показанием в которой волости сколько числом дворов и душ… от 9 октября 1805 года, в деревне Тубей числилось 14 дворов 82 крымских татарина и 6 цыган. Затем, видимо, вследствие массовой эмиграции крымских татар в Турцию, опустела, и а военно-топографической карте генерал-майора Мухина 1817 года Тобей обозначен пустующим, но, согласно «Ведомости о казённых волостях Таврической губернии 1829 г», деревня ещё числилась и была отнесена к Айтуганской волости (преобразованной из Табулдынской).
По Статистическому справочнику Таврической губернии. Ч.II-я. Статистический очерк, выпуск шестой Симферопольский уезд, 1915 год, в деревне Тубай Подгородне-Петровской волости Симферопольского уезда, числилось 6 дворов с русским населением без приписных жителей, но с 35 — «посторонними», из которых 20 мужчин и 15 женщин. Жители землёй не владели, в хозяйствах имелось 20 лошадей и 20 коров.
После установления в Крыму Советской власти, по постановлению Крымревкома от 8 января 1921 года была упразднена волостная система и село включили в состав Подгородне-Петровского района Симферопольского уезда, а в 1922 году уезды получили название округов. 11 октября 1923 года, согласно постановлению ВЦИК, в административное деление Крымской АССР были внесены изменения, в результате которых был ликвидирован Подгородне-Петровский район и образован Симферопольский и Тубай включили в его состав. Согласно Списку населённых пунктов Крымской АССР по Всесоюзной переписи 17 декабря 1926 года, в хуторе Тубай, Мусса-Аджи-Элинского сельсовета Симферопольского района, числилось 6 дворов, из них 5 крестьянских, население составляло 30 человек, из них 29 русских и 1 украинец.
Решением Крымоблисполкома от 8 сентября 1958 года № 133 Турбай был переименован в посёлок Пасечное в составе Каменского сельсовета (по справочнику «Крымская область, 1968 год» — в период с 1954 по 1968 год и на 15 июня 1960 года село числилось в его составе. На «Карте Крыма с названиями исчезнувших и переименованных городов и поселков» обозначено, как деревня Новикова, хотя более такое название в известных документах не встречено. Упразднено, «в связи с переселением жителей», между 1968 и 1977 годами.